# Saints and Soldiers II: Airborne Creed
Saints and Soldiers II – Airborne Creed ist ein US-amerikanisches Kriegsfilm-Drama aus dem Jahr 2012. Obwohl es andere Hauptfiguren als in Saints and Soldiers – Die wahren Helden der Ardennenschlacht aus dem Jahre 2003 beinhaltet, wurde es als Fortsetzung vermarktet. Allerdings war dies nach Aussage des Produzenten ohnehin nicht als Fortsetzung gedacht. Er beruht teilweise auf den Erinnerungen der realen Person Harland Curtis, die er in Briefen an seine Familie schrieb und die später von seinem Sohn als Buch veröffentlicht wurden. Der dritte Teil Saints and Soldiers 3: Battle of the Tanks  wurde 2014 veröffentlicht.

## Inhalt
August 1944: die Alliierten haben ihre Invasion in das von Deutschland besetzte Frankreich begonnen. Der deutsche Hauptmann Erich Neumann lässt zwei französische Gefangene, einen alten Mann mit seinem erwachsenen Sohn, exekutieren. Noch im Tod hält der Vater das Foto seiner erwachsenen Tochter in der Hand.
Im Morgengrauen des 15. August landen Fallschirmjäger des 517th Parachute Regiment in der Provence unter starkem Beschuss der Deutschen. Zwei Soldaten, die Corporals Harland „Bud“ Curtis und James Rossi landen weit ab vom Truppenverband. Curtis wird von Deutschen entdeckt und verfolgt, kann aber in einen nahegelegenen Wald entkommen. Stunden später versucht Curtis, sich vor einem Spähtrupp zu verstecken, wird jedoch entdeckt. Da sie zahlenmäßig überlegen sind, ergibt er sich. Während sie Curtis durchsuchen, fliegt eine Handgranate in die Gruppe der Soldaten. Rossi, der sich angeschlichen hatte, erschießt die letzten Überlebenden und rettet Curtis. Mit Karte und Kompass bestimmen sie ihre Position und stellen fest, dass sie von ihrem ursprünglichen Zielgebiet Les Arcs, einem französischen Dorf, einige Kilometer weit entfernt sind. Sie machen sich auf den Weg und finden Unterschlupf in einem verlassenen Bauernhof, wo sie auf Curtis‘ kommandierenden Sergeant Caleb Jones treffen.
Jones erklärt dem Trio, dass er so schnell wie möglich nach Les Arcs muss, da deutsche Patrouillen bereits nach ihm suchen. Nach dem Gespräch sagt Curtis das „Airborne Creed“ auf, eine Art Glaubensbekenntnis der Fallschirmspringer. Dies tut er immer wieder um sich selbst Mut zu machen. Es entsteht ein Gespräch über Religion, bei dem Jones berichtet, dass er aus einer religiösen Familie stamme und Theologie auf Pfarramt studiert habe. Auf die leicht spöttische Frage Rossis, warum aus ihm „kein Kaplan, also ein Heiliger“ geworden sei, antwortet er, dass er „auch hier draußen heilig sein“ könne. Danach erinnert sich Jones an ein Gespräch, das er mit seinem Vater in der Kirche führte. Dieser ermutigte ihn, als Kaplan zu arbeiten und war zutiefst entsetzt als er hörte, dass sein Sohn Fallschirmjäger werden will.
Die drei ziehen weiter und gelangen schließlich an eine Straße. Sie stoßen auf Neumann, der sich mit anderen Truppen und Offizieren trifft. Obwohl sie sich verstecken, werden sie entdeckt und es beginnt ein Feuergefecht, das damit endet, das Neumanns Truppe ausgelöscht wird. Als Neumann dies gewahr wird, flüchtet er, wird aber von Jones verfolgt. Auf der Flucht stolpert Neumann und verliert seine Waffe, Jones holt ihn ein, zögert aber ihn zu erschießen. Wenig später fällt ein Schuss. Die drei ziehen weiter und auf ihrem Weg nach Les Arcs begegnen sie Emilie, einer Frau, die der Résistance angehört. Sie ist die Tochter des am Anfang getöteten Vaters. Emilie erklärt, dass ganz in der Nähe Widerstandskämpfer von den Deutschen gefangen gehalten werden und sie dringend Hilfe für die Befreiung benötigt. Rossi ist dagegen, weil er ihr nicht vertraut, Jones hingegen sagt ihr Hilfe zu.
Sie finden das Gebäude, einen Bauernhof, in dem die Widerstandskämpfer gefangengehalten werden. Die Gruppe teilt sich: Rossi und Jones wollen das Gebäude überprüfen, während Curtis und Emilie ihnen Deckung geben. Jones wird von Deutschen beschossen, doch Curtis und Emilie können ihn erschießen, während Rossi auf der anderen Seite ebenfalls eine Wache tötet. Sie finden die Gefangenen Philippe und Jacques. Der dritte Gefangene, Gustave, wurde bereits zu Tode gefoltert. Kurz danach wird Rossi von zwei Deutschen angegriffen. Nachdem er den einen erschießen kann, wird er in einen Kampf mit dem anderen verwickelt. Kurz bevor Jones und Curtis zur Hilfe kommen, gewinnt Rossi die Oberhand und kann den Deutschen auf brutale Weise erschlagen. Jones reagiert daraufhin schockiert bezüglich der Brutalität Rossis. Wieder erinnert sich Jones an ein Gespräch mit seinem Vater, bei dem er ihm sagte, seine Motivation, in den Krieg zu ziehen, sei „dort zu sein wo er helfen könne“.
Jones, der gut französisch spricht, plant mit Philippe nach Les Arcs zu gelangen, wo die Deutschen bereits die Stadt eingenommen haben. Allerdings wollen sie nicht auf direktem Weg auf einer Straße dorthin, sondern über einen Schäferpfad. Auf ihrem Weg stoßen sie auf zwei amerikanische Soldaten: Lieutenant Woodard und den Gefreiten Stewart. Sie berichten, dass sie in Italien waren und jetzt mit neuem Befehl durch Frankreich unterwegs sind. Ihr Auto ist defekt und Curtis bietet sich an, es zu reparieren.
Danach machen Rossi und Emilie Schießübungen, Rossi bietet als Wetteinsatz eine Pfeife und Emilie bietet einen Kuss an. Überraschenderweise gewinnt Emilie. Sie nimmt die Pfeife und küsst Rossi trotzdem, der verwirrt reagiert.
Nachdem Curtis das Fahrzeug repariert hat, fällt Jones auf, dass Woodard ein deutsches Fernglas und Orden an der Uniform hat. Ihm wird klar, dass er es mit Deutschen zu tun hat, die als Amerikaner verkleidet sind. Er nimmt sie fest und stellt sie zur Rede. Aber „Woodard“ will nicht reden, weil er weiß, dass Amerikaner keine Kriegsgefangenen erschießen. Daraufhin greift sich Jacques „Stewart“ und erschießt ihn. „Woodard“ gibt daraufhin zu, dass sie den Auftrag haben einen wichtigen französischen Informanten zu treffen und zu töten. Jacques führt ihn danach in ein nahegelegenes Waldstück.
Die Gruppe kommt in Les Arcs an. Dort treffen sie wieder auf Jacques, der noch zwei weitere Kämpfer dabei hat. Jones entdeckt einen deutschen Panzer und einen Wagen voller deutscher Soldaten, die sich zum Aufbruch bereit machen. Offensichtlich wollen sie ausrücken, um den Rest der Fallschirmjäger zu finden. Jones entscheidet sich, die Soldaten aus dem Hinterhalt anzugreifen, und die Gruppe teilt sich auf.
Curtis feuert eine Rakete auf den Panzer und kann ihn kurz stoppen, aber die Soldaten springen aus dem Transporter und beginnen zurückzuschießen. Bei dem anschließenden Feuergefecht entstehen unter den Deutschen hohe Verluste, vor allem durch die Präzision, mit der Emilie schießt. Jones und Curtis verfolgen den Panzer, der daraufhin auf die Gruppe feuert.
Alle französischen Widerstandskämpfer außer Emilie werden getötet. Rossi gibt Jones und Curtis Feuerschutz, während sie sich an den Panzer heranpirschen und eine Magnetbombe erfolgreich am Panzer platzieren und zünden. Jones kann eine Handgranate in den Panzer werfen, wird aber danach durch einen Schuss in die Brust schwer verletzt. Curtis versucht zu fliehen, wird aber in den Rücken geschossen. Auch Rossi bekommt einen Schuss ab und wird schwer verletzt. Als alle am Boden liegen, blicken sie auf ihr Leben und ihre Kriegserfahrungen zurück. Rossi denkt an seinen besten Freund, den er in einem Gefecht verloren hat. Jones kommt ein Gespräch mit seinem Vater in der Kirche in den Sinn. Curtis versucht sich verzweifelt an das Credo der Fallschirmspringer erinnern, dass er in den vergangenen Tagen regelmäßig zitiert hatte. Bevor er stirbt, hat er eine Halluzination seiner Freundin, in Wirklichkeit ist dies jedoch Emilie. Am Ende stirbt er in ihren Armen.
Rossi kommt wieder zu Bewusstsein und sieht Neumann herankommen, den Jones zuvor freigelassen hatte. Rossi erhebt sich und will nochmals kämpfen, bricht jedoch aufgrund seiner schweren Verletzung wieder zusammen. Neumann trägt Rossi zu einer abgelegenen Farm, wo er seine Wunden versorgt und ihm zu essen gibt. Er versucht sich mit Rossi anzufreunden. Neumann berichtet Rossi, dass sein Bruder als Dolmetscher arbeitet, zuletzt sei er in Italien gewesen. Er zeigt ihm ein Bild und Rossi erkennt darin „Woodard“, den entlarvten deutschen Soldaten. Neumann weiß bereits, dass er gefallen ist. Rossi ist zurückhaltend, weil er nicht verstehen kann, dass ein Deutscher ihn freundlich behandelt. In der Nacht stirbt Neumann, der selbst schwer verletzt war. Rossi, der geschlafen hatte, bemerkt dies erst am nächsten Morgen, als er von amerikanischen Soldaten gefunden wird. Im Lazarett erfährt er, dass auch Jones verwundet überlebt hat. Dort trifft er auch Emilie wieder, die ihm persönliche Gegenstände von Curtis übergibt.

## Kritik
„Das sieht aus, als ob hier jemand eine tolle DVD für Amerikas ergraute Mittfünziger drehen wollte, aber dabei heraus kamen leider nur nachgespielte Kriegsszenen, so wie man sie auch als Videofilm für Touristen im Londoner RAF-Museum zeigt. Es ist eigentlich gutes Handwerk aber wie auch bei anderen Weltkriegsfilmen, so fragt man sich auch hier: „Worum geht’s eigentlich?“ (This looks as if it will shift DVD units in heartland grey-dollar America, but it also resembles the kind of war re-enactment video you can see in tourist attractions such as the RAF Museum in London. It is competently put together, but as with the other second world war film out this week, the nagging question is: what's the point?)“

„Auf das Wesentliche reduziert, ist 'Saints and Soldiers: Airborne Creed' ein moderner Kriegsfilm, gedreht mit kleinem Budget, guter Kameraarbeit und vernünftigem Schauspiel. Aber die Handlung kommt einem bekannt vor und jeder, der alte Filme mag wird denken, dass dies wie ein Update zu einem alten Kriegsfilm aussieht. (What this all boils down to is that "Saints and Soldiers: Airborne Creed" is a solid small budget modern war movie with some nice camera work and reasonable acting. But the basic storyline is a familiar one and anyone who is a fan of old movies will find it a lot like a modern update of a few old war movies with elements combined.)“

## Trivia
Das Foto, dass Neumann Rossi zeigt und auf dem sein Sohn abgebildet ist, stammt aus dem persönlichen Besitz des deutschstämmigen Darstellers Lincoln Hoppe. Es zeigt Hoppes Vater als Kind.

## Deutsche Synchronfassung
| Darsteller                 | Deutscher Sprecher | Rolle         |
| -------------------------- | ------------------ | ------------- |
| Nichelle Aiden             | Nora Jokosha       | Charlotte     |
| Jasen Wade                 | Ingo Albrecht      | Curtis        |
| Virginie Fourtina Anderson | Sonja Spuhl        | Emilie        |
| Lincoln Hoppe              | Erich Räuker       | Erich Neumann |
| Lance Otto                 | Andreas Wellano    | Jacques       |
| Paul Nibley                | Aart Veder         | Jones’ Vater  |
| David Nibley               | Detlef Bierstedt   | Jones         |
| Loic Anthian               | Gilles Karolyi     | Phillipe      |
| Corbin Allred              | Torsten Michaelis  | Rossi         |
| Curt Doussett              | Mario Hassert      | Woodward      |